# Ernesto Agazzi
Pour les articles homonymes, voir Agazzi.
Ernesto Agazzi Sarasola (né le 4 septembre 1942 à Canelones, Uruguay) est un ingénieur agronome, actuel sénateur du Mouvement de participation populaire (MPP), qui participe à la coalition de gauche du Front large. Ministre de l'Agriculture du gouvernement Vázquez de 2008 à 2009 et membre des Tupamaros dans les années 1970, il est par ailleurs membre de la direction nationale du MPP.

## Biographie
Ernesto Agazzi a été incarcéré jusqu'en 1978 pour avoir été membre de la guérilla des Tupamaros. Libéré, il s'exila en France où il continua ses études, devenant ingénieur agronome. Il retourna en Uruguay lors de la transition démocratique, en 1984, et devint professeur à la faculté d'agronomie de l'Université de la République, ainsi que membre du Conseil directeur central de l'université.
Demeurant membre du Mouvement de libération nationale - Tupamaros (MLN-T), ainsi que du Mouvement de participation populaire (MPP) créé en 1989, il fut élu député de Canelones en 1999, sur la liste 609 du MPP, partie intégrante du Front large. Aux élections de 2004, remportées par le Front large, il fut élu sénateur, fonction qu'il dut abandonner le 1er mars 2005, le président socialiste Tabaré Vázquez le nommant vice-ministre de l'Agriculture, aux côtés de José Mujica, ministre de l'Agriculture. Il succéda à ce dernier le 11 février 2008 à l'occasion d'un remaniement ministériel, poste qu'il quitta le 5 octobre 2009 afin de se consacrer pleinement à la campagne électorale, étant alors remplacé par Andrés Berterreche. Ernesto Agazzi fut à nouveau élu sénateur sur la liste 609 à ces élections.